# アレグザンダー・ステュアート (ロス公)
ロス公爵アレグザンダー・ステュアート（英語: Alexander Stewart, Duke of Ross、1514年4月30日 – 1515年12月18日）は、スコットランド王ジェームズ4世の四男。2歳満たずで夭折した。

## 生涯
スコットランド王ジェームズ4世と王妃マーガレット・テューダー（イングランド王ヘンリー7世の娘）の四男として、父の死後の1514年4月30日に生まれた。
ロス公爵の称号で呼ばれたが、1515年12月18日に2歳未満で夭折した。
存命中は兄ジェームズ5世の治世であり、ジェームズ5世も幼児だったためアレグザンダーは王位の推定相続人だった。